# Filosofía afrofónica

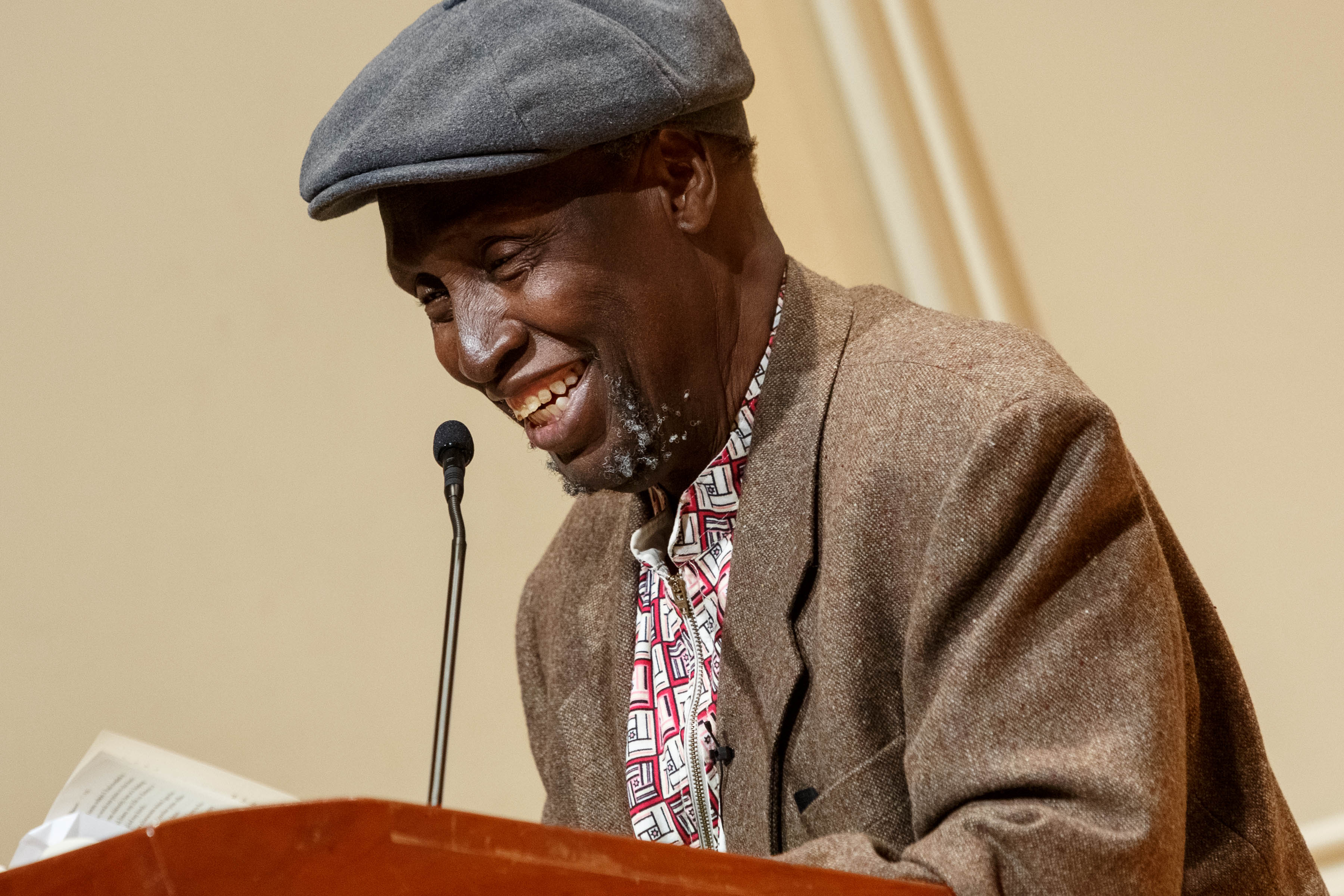
Ngũgĩ wa Thiong'o, filósofo keniano, escribe en kikuyu como acto de resistencia cultural.

La filosofía afrofónica se refiere al uso de lenguas africanas para expresar y elaborar ideas filosóficas, críticas y análisis, estableciendo una dimensión distinta de la filosofía africana respecto al uso académico predominante de lenguas europeas introducidas durante el período colonial. Más allá del aspecto lingüístico, el concepto también ha sido propuesto como una alternativa a las limitaciones de los proyectos anteriores de filosofía tradicional, indígena y etnofilosofía. Las filosofías afrofónicas contemporáneas están profundamente inspiradas por el desarrollo más maduro de las literaturas afrofónicas escritas, como ejemplifica el trabajo de Ngũgĩ wa Thiong'o, de Kenya.
Los estudios sobre ideas filosóficas en lenguas africanas se han centrado en idiomas como el suajili, lingala, shona, ndebele, bambara y yoruba, entre otros.